# Андрей (Кладиев)
Епископ Андрей (в миру Александр Иванович Кладиев; род. 7 марта 1979, Ставропольский край) — архиерей Русской православной старообрядческой церкви, епископ Самарский и Саратовский (с 2018).

## Биография
Родился 7 марта 1979 года в Ставропольском крае. Как указано на сайте starove.ru, он «родом из обычной новообрядческой среды»
В 1998 году, состоя в клире Ставропольской епархии Русской православной церкви, принял монашеский постриг с наречением имени Андрей в честь апостола Андрея Первозванного.
8 марта 1999 года назначен настоятелем Покровского прихода в селе Китаевском Новоселицкого района Ставропольского края, созданного в 1998 году. Пять лет приход для совершения богослужений арендовал здание бывшего магазина. В течение этого времени были собраны денежные средства, на которые было выкуплено здание бывшего дома быта. Стараниями прихожан здание было перестроено (пристроен алтарь, возведена колокольня) и с 2004 года службы стали проходить в новом здании храма. Были приобретены колокола, проведено отопление, настланы полы, возведена ограда
Организовал при приходе монашескую общину, куда по благословению своего правящего архиерея, митрополита Гедеона (Докукина), он собирал из окружающих домов-интернатов для престарелых немощных иноков и инокинь, которые не были нужны другим монастырям РПЦ. В те годы братия общины помогли более чем пятнадцати брошенным монахам и монахиням. За понесённые труды был возведён в сан игумена.
Заинтересовался старообрядчеством и, как указывается на сайте «Русская вера», «Последние три года пребывания в РПЦ обитель и сельский приход были погружены в атмосферу старообрядчества». В конечном итоге решил присоединиться к РПСЦ.
10 — 11 мая 2011 года на Совете митрополии РПСЦ, рассмотрев вопрос о чиноприёме игумена Андрея, постановил принять в сущем сане вторым чином. 16 июля того же года был присоединён к Донской и Кавказской епархии Русской православной старообрядческой церкви. Вместе с ним был присоединён инок, шестеро инокинь и четверо мирян. Больше из его бывшей паствы за ним никто не последовал. Таинства крещения и миропомазания были совершены иереем Иоанном Севастьяновым в Покровском старообрядческом храме города Ессентуки. На следующий день игумен Андрей и братия участвовали в торжественном архиерейском богослужении во главе с епископом Зосимой, во время которого все новые члены Церкви приступили к Святому Причастию.
В последующие годы для монашеской общины был построен храм, освящённый во имя священномученика Аввакума, где ежедневно совершались богослужения. Занимался плетением лестовок и иконописанием. В монастыре совершались монашеские постриги. В свободное от службы время насельницы занимались рукоделием, содержали домашний скот, изготавливали свечи. Данный монастырь был единственным в епархии.
Одновременно в 2013 году назначен настоятелем Покровской общины РПСЦ в Ессентуках.
17 октября 2018 года решением Освященного собора Русской православной старообрядческой церкви был избран для рукоположения в сан епископа Самарского и Саратовского. При избрании его епископом также предполагалось, что его опыт устроения иноческого жития будет содействовать развитию Черемшанского монастыря, расположенного в этой епархии. Сам Андрей (Кладиев) пообещал приложить все усилия по возрождению молитвенной жизни в мужском старообрядческом монастыре во имя Серапиона Черемшанского, куда приглашает всех желающих. «Сейчас там предостаточно работ как по восстановлению духовной жизни, так и вполне повседневного быта и хозяйства».
21 октября 2018 года в Покровском соборе в Рогожской слободе был хиротонисан в сан епископа Самарского и Саратовского. Хиротонию совершили: митрополит Московский и всея Руси Корнилий (Титов), епископ Новосибирский и всея Сибири Силуян (Килин) и епископ Томско-Енисейский Григорий (Коробейников).
3 ноября 2018 года в кафедральном соборе Казанской иконы Богородицы в Самаре совершил чин восхождения на кафедру. Как указано на сайте starove.ru, «Располагаться кафедра будет в недавно возвращенном мужском старообрядческом монастыре во имя преподобного Серапиона Черемшанского, где до недавних пор подвизались два инока».
19 октября 2019 года, патриарх Кирилл утвердил решение церковного суда Георгиевской епархии РПЦ о лишении сана «запрещённого в служении игумена Андрея».
13 октября 2023 года на Епархиальном собрании Донской и Кавказской епархии большинством голосов было принято решение просить епископа Андрея принять епархию во временное управление. Прошедший 7-18 октября 2023 года в Москве Освященный собор с согласия епископа Андрея утвердил данное решение. Как отмечалось по этому поводу на официальном сайте данной епархии: «Владыке Андрею предстоит решить множество накопившихся проблем в епархии, в том числе острую нехватку кадров среди священнослужителей».